# Jim Clark
För andra betydelser, se Jim Clark (olika betydelser).
James "Jim" Clark Jr. OBE, född 4 mars 1936 i Kilmany i Fife i Skottland, död 7 april 1968 i Heidelberg i Tyskland, var en brittisk racerförare.
Clark blev världsmästare i formel 1 två gånger, 1963 och 1965. Jim Clark omkom under ett formel 2-lopp på Hockenheimring 1968.

## Racingkarriär
Clark debuterade i formel 1 1960 för Lotus och kom att stanna i stallet under resten av sin karriär. Han tog sin första pallplats i Portugal samma år. Clark slog igenom på allvar och vann sitt första lopp 1962 och slutade sedan tvåa i förar-VM efter sin kombattant Graham Hill i BRM. Clark vann förar-VM säsongen 1963 och satte då rekord då han vann sju lopp under en säsong, ett rekord som stod sig i 25 år trots att antalet lopp utökades! 
Säsongen 1964 kunde det blivit en ny VM-titel, men hans motor gav upp på sista varvet i finalloppet i Mexiko när han ledde loppet och var på väg mot mästartiteln. 1965 vann han dock mästartiteln igen efter sex segrar med 14 poängs marginal. Samma år vann Clark även Tasman Series och Indianapolis 500 och blev då den förste europeiske föraren som vann det loppet på 54 år.
Säsongen 1966 var svårare med många motortillverkare och en opålitlig bil. 1967 kom han dock tillbaka och vann fyra deltävlingar men slutade ändå bara trea i förar-VM, på grund av bilens bristande tillförlitlighet. Säsongen 1968 var Clark storfavorit och vann också premiären i Sydafrika.
Clark förolyckades under ett formel 2-lopp på Hockenheimring 7 april 1968 då han av okänd anledning i en hastighet av 274 km/h körde av banan, voltade och kraschade mot ett träd.
Clark blev för sina insatser invald i International Motorsports Hall of Fame 1990.

## F1-karriär
| Säsong                | Stall/Tillverkare                 | Placering             | Lopp | Poäng | Etta | Tvåa | Trea | Pole | Varv |
| --------------------- | --------------------------------- | --------------------- | ---- | ----- | ---- | ---- | ---- | ---- | ---- |
| 1960                  | Lotus-Climax                      | 10                    | 6    | 8     |      |      | 1    |      |      |
| 1961                  | Lotus-Climax                      | 7                     | 8    | 11    |      |      | 2    |      | 1    |
| 1962                  | Lotus-Climax                      | 2                     | 9    | 30    | 3    |      |      | 6    | 5    |
| 1963                  | Lotus-Climax                      | 1                     | 10   | 54    | 7    | 1    | 1    | 7    | 6    |
| 1964                  | Lotus-Climax                      | 3                     | 10   | 32    | 3    |      |      | 5    | 4    |
| 1965                  | Lotus-Climax                      | 1                     | 9    | 54    | 6    |      |      | 6    | 6    |
| 1966                  | Lotus-Climax Lotus-BRM            | 6                     | 6 3  | 7 9   | 1    |      | 1    | 2    |      |
| 1967                  | Lotus-BRM Lotus-Climax Lotus-Ford | 3                     | 1 9  | 41    | 4    |      | 1    | 6    | 5    |
| 1968                  | Lotus-Ford                        | 11                    | 1    | 9     | 1    |      |      | 1    | 1    |
| Sammanlagt 9 säsonger | Sammanlagt 9 säsonger             | Sammanlagt 9 säsonger | 73   | 255   | 25   | 1    | 6    | 33   | 28   |

| 1. Belgien 1962 2. Storbritannien 1962 3. USA 1962 4. Belgien 1963 5. Nederländerna 1963 6. Frankrike 1963 7. Storbritannien 1963 8. Italien 1963 9. Mexiko 1963 10. Sydafrika 1963 11. Nederländerna 1964 12. Belgien 1964 13. Storbritannien 1964 14. Sydafrika 1965 15. Belgien 1965 16. Frankrike 1965 17. Storbritannien 1965 18. Nederländerna 1965 19. Tyskland 1965 20. USA 1966 21. Nederländerna 1967 22. Storbritannien 1967 23. USA 1967 24. Mexiko 1967 25. Sydafrika 1968 |

| 1. Portugal 1960 2. Nederländerna 1961 3. Frankrike 1961 4. USA 1963 5. Nederländerna 1966 6. Italien 1967 |

| 1. Monaco 1962 2. Frankrike 1962 3. Storbritannien 1962 4. Italien 1962 5. USA 1962 6. Sydafrika 1962 7. Monaco 1963 8. Nederländerna 1963 9. Frankrike 1963 10. Storbritannien 1963 11. Tyskland 1963 12. Mexiko 1963 13. Sydafrika 1963 14. Monaco 1964 15. Frankrike 1964 16. Storbritannien 1964 17. USA 1964 18. Mexiko 1964 19. Sydafrika 1965 20. Frankrike 1965 21. Storbritannien 1965 22. Tyskland 1965 23. Italien 1965 24. Mexiko 1965 25. Monaco 1966 26. Tyskland 1966 27. Belgien 1967 28. Storbritannien 1967 29. Tyskland 1967 30. Kanada 1967 31. Italien 1967 32. Mexiko 1967 33. Sydafrika 1968 |

| 1. Nederländerna 1961 2. Monaco 1962 3. Belgien 1962 4. Storbritannien 1962 5. USA 1962 6. Sydafrika 1962 7. Belgien 1963 8. Nederländerna 1963 9. Frankrike 1963 10. Italien 1963 11. USA 1963 12. Mexiko 1963 13. Nederländerna 1964 14. Storbritannien 1964 15. USA 1964 16. Mexiko 1964 17. Sydafrika 1965 18. Belgien 1965 19. Frankrike 1965 20. Nederländerna 1965 21. Tyskland 1965 22. Italien 1965 23. Monaco 1967 24. Nederländerna 1967 25. Kanada 1967 26. Italien 1967 27. Mexiko 1967 28. Sydafrika 1968 |

## Noter

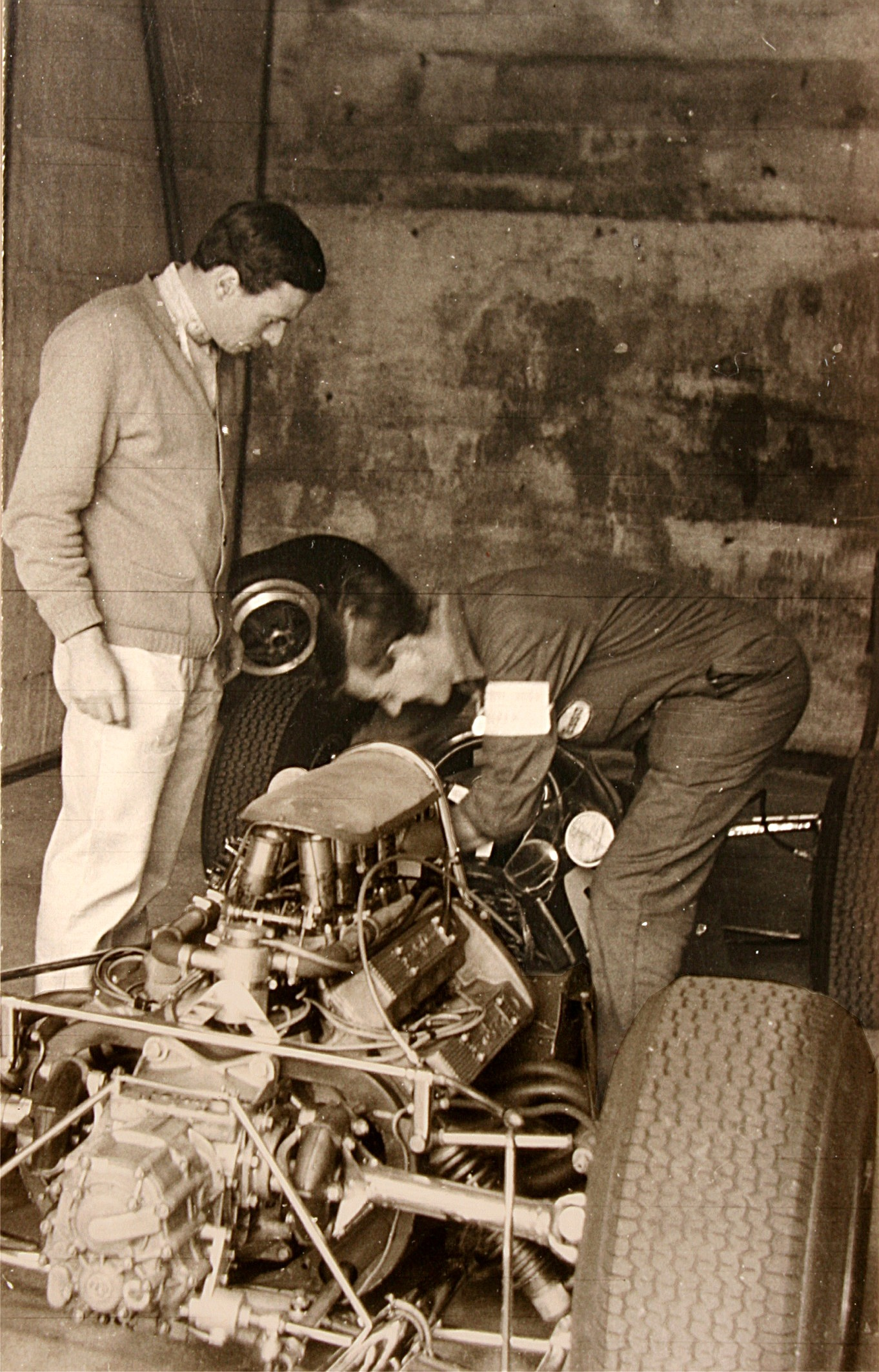
Clark med mekaniker i.